# Rosso Orvietano Pinot nero
Il Rosso Orvietano Pinot nero è un vino DOC la cui produzione è consentita nella provincia di Terni.

## Caratteristiche organolettiche
- colore: rosso rubino tendente al granato
- odore: intenso persistente, caratteristico
- sapore: asciutto, di corpo, caratteristico, armonico

## Produzione
Provincia, stagione, volume in ettolitri
- nessun dato disponibile